# Eugène Locard
Pour les articles homonymes, voir Locard.
Pierre Louis Eugène Locard (né le 25 décembre 1805 à Paris et mort le 20 août 1883 à Lyon) est l'ingénieur en chef du Chemin de fer de Saint Étienne à Lyon, ayant obtenu la Légion d'honneur pour ses travaux sur les rails et leur résistance.

## Biographie
Il est né le 4 nivôse an XIV (25 décembre 1805) à Paris; son père Jacques Étienne Locard (1776-1856) était expert en affaires contentieuses et sa mère s'appelait Catherine Barbe de Noël (1773-1863). Il se marie le 4 février 1841 avec Alexandrine Niepce (1817-1879) et a deux enfants, Arnoult Locard, père de Edmond Locard, et Thérèse Locard. Il décède à Lyon le 20 août 1883 et est enterré dans le cimetière d'Oullins avec sa femme, son fils et son petit-fils comme on le voit sur l'image de sa tombe.

## Carrière
Formé dans le nord de la France par son oncle maternel, ingénieur en chef des Ponts et chaussées, chargé de la construction du grand canal de navigation des Ardennes, il devient peu après architecte de la ville de Mézières et professeur de cours industriels dont il publiera un résumé en 1847 sous le titre Cours de dessin linéaire appliqué aux arts et à l'industrie.
Mais en 1833, il est attiré par la construction des chemins de fer, activité balbutiante à Lyon et à Saint Étienne, où la première ligne de France a été entreprise. Il entre dans la Compagnie du chemin de fer de Saint-Étienne à Lyon en qualité d'ingénieur chargé de réparer, d'entretenir et d'améliorer tant les moyens de transport que les infrastructures sous la direction de Marc Seguin, constructeur de locomotives.
Sa première mission dans les ateliers de Perrache nouvellement créés pour la circonstance est d'améliorer le matériel destiné au transport des voyageurs. Eugène Locard est le premier à adopter le système de voiture à huit roues. Passé ingénieur en chef, il a pour nouvelle mission la réfection des voies de chemin de fer qui doivent supporter le poids des locomotives à vapeur de Marc Seguin et construire les ouvrages de génie civil et les ponts adaptés au terrain. Son œuvre la plus importante a été exécutée en 1840, après l'inondation qui détruisit le pont de La Mulatière qui traverse la Saône. En mission d'échanges industriels en Angleterre, pays de création des premiers chemins de fer, Eugène Locard est rappelé d'urgence à Lyon pour reconstruire un pont qu'il établit selon un système qui combine la méthode américaine et les ponts suspendus.
Il rédige des mémoires et des ouvrages qui illustrent ses recherches d'ingénieur dont l'un Les accidents de chemins de fer, leurs causes et les moyens de les prévenir lui vaut l'obtention de la Légion d'honneur en 1843. D'autres ouvrages seront publiés comme Recherches sur les rails et leurs supports ou Recherches sur la résistance des rails en fer forgé.